# 聖約翰教堂 (里加)

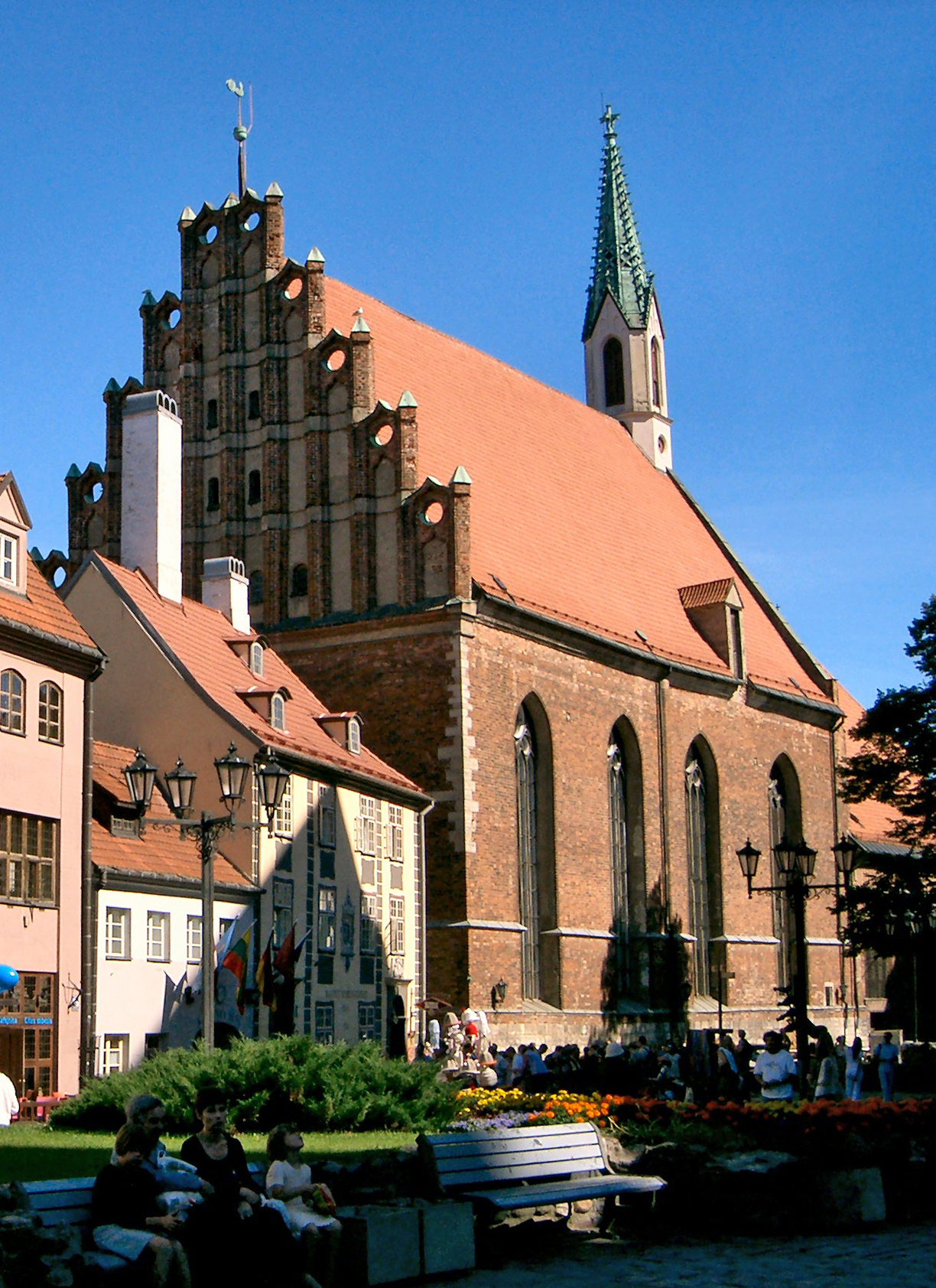
聖約翰教堂

聖約翰教堂是位於拉脫維亞首都里加的一座信義宗的教堂。教堂修建在一座宮殿的遺址上，修建於1234年。宗教改革之後成為路德宗教堂。教堂在1677年5月31日里加大火時嚴重受損，但後來得到修復並增加了一個尖頂。現在教堂不僅是一個宗教場所，也是熱門的觀光景點。教堂因其音響效果上佳還經常被用來舉辦音樂會。

## 外部連結
- Official website （页面存档备份，存于）（拉脱维亚文）